# Kitty van Male
Kitty van Male (Amstelveen, 5 giugno 1988) è una hockeista su prato olandese, di ruolo attaccante,  vincitrice dell'oro olimpico a Londra 2012 e del campionato mondiale di Londra 2018.

## Palmarès
- Giochi olimpici

Londra 2012: oro.
Rio de Janeiro 2016: argento.
- Campionato mondiale

Londra 2018: oro.
- Hockey Champions Trophy

Rosario 2012: bronzo.
- Campionato europeo

Boom 2013: bronzo.
Amstelveen 2017: oro.